# Lilla hunden
Lilla hunden (Canis Minor på latin) är en stjärnbild på norra stjärnhimlen. Den är också en av de 88 moderna stjärnbilderna som erkänns av den Internationella Astronomiska Unionen.

## Historik
Lilla hunden var en av de 48 konstellationerna som listades av den antike astronomen Ptolemaios i hans samlingsverk Almagest. 

## Mytologi
Vanligtvis förknippas Lilla hunden med en av Orions jakthundar i den grekiska mytologin.
Emellertid finns det en annan tolkning: Att konstellationen föreställer Maera, hunden till den olycklige vinmakaren Ikaros av Aten, som blev dödad av sina vänner. Zeus lät dem följa fadern upp på himlen, Erigone som Jungfrun och Maera som Lilla hunden.

## Stjärnor

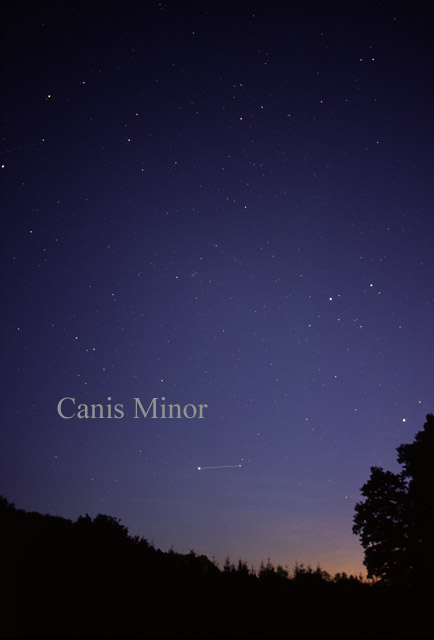
Stjärnbilden Lilla Hunden (Canis Minor) som den kan ses med blotta ögat.

Konstellationen innehåller bara två stjärnor starkare än fjärde magnituden.
- α - Procyon (Alfa Canis Minoris) är ljusstarkast med magnitud 0,34. Den är sjua bland himlens ljusstarkaste stjärnor, vilket beror på att avståndet endast är drygt 11 ljusår. Egennamnet är grekiska och betyder ”före hunden”, vilket förstås anspelar på att Procyon dyker upp vid horisonten före Sirius, ”Hundstjärnan”, som är stjärnhimlens ljusstarkaste stjärna.
- β - Beta Canis Minoris (Gomeisa) är en varibel av Gamma Cassiopeja-typ, som varierar i magnitud 2,84 – 2,92.
- γ - Gamma Canis Minoris är en dubbelstjärna av magnitud 4,33
- Luytens stjärna (GJ 273) är en röd dvärg vars avstånd från jorden bara är 12,36 ljusår. Den är ändå inte synlig för blotta ögat utan är av magnitud 9,87.

## Djuprymdsobjekt
Stjärnbilden innehåller en hel del intressanta objekt, men de flesta är väldigt ljussvaga.

### Galaxer
- NGC 2485 är en spiralgalax nordost om Procyon. Den är av magnitud 12,4.

## Landskapsstjärnbild
Lilla hunden är Ångermanlands landskapsstjärnbild.